# Richard Joseph Gagnon
Richard Joseph Gagnon (Lethbridge, 17 de junho de 1948) é o arcebispo de Winnipeg.
Richard Joseph Gagnon foi ordenado sacerdote em 24 de junho de 1983.
O Papa João Paulo II o nomeou Bispo de Vitória em 14 de maio de 2004. Foi consagrado bispo pelo Arcebispo de Vancouver, Raymond Roussin SM, em 20 de julho do mesmo ano; Co-consagradores foram David John James Monroe, Bispo de Kamloops, e Eugene Jerome Cooney, Bispo de Nelson.
Em 28 de outubro de 2013, o Papa Francisco nomeou Gagnon Arcebispo de Winnipeg. A posse ocorreu em 3 de janeiro do ano seguinte.